# No te olvides de mí
No te olvides de mí es una película argentina dirigida por Fernanda Ramondo y protagonizada por Leonardo Sbaraglia, Cumelén Sanz y Santiago Saranite. Fue estrenada el 31 de agosto de 2017.

## Sinopsis
Mateo, ex convicto anarquista, recorre la ruta con un vehículo cargado de gallinas robadas y la ilusión de reencontrar a su gallo para llevarlo al triunfo en una riña. Por encuentro casual con dos hermanos en busca de su padre y sin rumbo, Mateo decide acompañarlos hacia el Sur.

## Reparto
- Leonardo Sbaraglia como Mateo
- Cumelén Sanz como Aurelia
- Santiago Saranite como Carmelo
- Mario Bodega como Comisario
- Sandra Criolani como Catalina